# 昭通滇紫草
昭通滇紫草（学名：Onosma cingulatum）是紫草科滇紫草属的植物，是中国的特有植物。分布在中国大陆的云南等地，生长于海拔2,000米至2,300米的地区，常生长在多石山坡或灌丛草地，目前尚未由人工引种栽培。